# المرباضة (يهر)

تعديل مصدري - تعديل

المرباضة هي إحدى قرى عزلة يهر بمديرية يهر التابعة لمحافظة لحج، بلغ تعداد سكانها 2 نسمة حسب تعداد اليمن لعام 2004.